# STS-29
STS-29 byla mise amerického programu raketoplánů, konkrétně stroje Discovery v březnu 1989. Byl to 28. start raketoplánu a 8. let stroje Discovery. Hlavním cílem letu bylo vynesení satelitu TDRS-4.

## Posádka
- Michael L. Coats (2) – velitel
- John E. Blaha (1) – pilot
- James P. Bagian (1) – letový specialista
- James F. Buchli (3) – letový specialista
- Robert C. Springer (1) – letový specialista

V závorkách je uveden dosavadní počet letů do vesmíru včetně této mise.